# Jean-Louis Mazzéo
Pour les articles homonymes, voir Mazzeo.
Jean-Louis Mazzéo est un footballeur français né le 28 mars 1965 à Chagny (Saône-et-Loire).

## Biographie
Joueur emblématique de Sedan, Jean-Louis Mazzéo, attaquant de grande taille (1,85 m pour 76 kg) est gravement blessé par un joueur de Martigues le 6 février 1993. Sa carrière professionnelle étant compromise à la suite de cette blessure, il touche une indemnisation record de plus de 300 000 euros après une longue procédure judiciaire menée par Maître Olivier Plotton, en 2003.
En février 2002, après deux semaines de stage au CTNFS de Clairefontaine, il est diplômé du brevet d'État d'éducateur sportif 2e degré (BEES 2).
Il entraîne le Foyer Barsequannais, club de DH Champagne-Ardenne.

## Carrière de joueur
- 1985-1990 :  FC Gueugnon
- 1990-1992 :  La Roche VF
- 1992-1996 :  CS Sedan-Ardennes
- 1996-1997 :  Tours FC
- 1997-1998 :  Royal Excelsior Virton[3]